# 莫沃赞
莫沃赞（法語：Mauvezin，法語發音：[mov(ə)zɛ̃]）是法国热尔省的一个市镇，属于孔东区。

## 地理
莫沃赞（43°43'50"N, 0°52'41"E）面积32.18 平方千米，位于法国奧克西塔尼大區热尔省，该省份为法国西南部内陆省份，北起顺时针与洛特-加龙省、塔恩-加龙省、上加龙省、上比利牛斯省、大西洋比利牛斯省和朗德省接壤。
与莫沃赞接壤的市镇（或旧市镇、城区）包括：拉布里、芒桑皮、蒙福尔、圣安托南、圣乔治、圣玛丽、圣奥朗、圣索维、塞朗皮伊、图热。

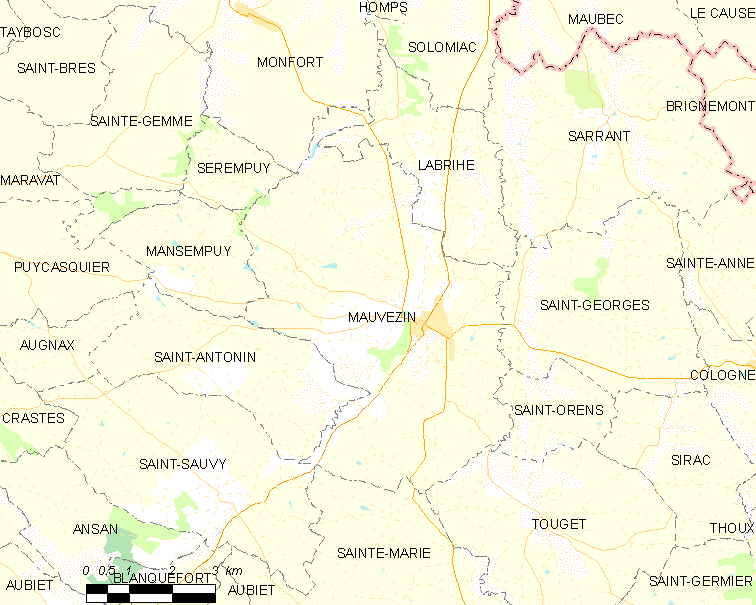
莫沃赞的OSM定位图

莫沃赞的时区为UTC+01:00、UTC+02:00（夏令时）。

## 行政
莫沃赞的邮政编码为32120，INSEE市镇编码为32249。

## 政治
莫沃赞所属的省级选区为日莫讷-阿拉茨县。

## 人口

1962-2008年间莫沃赞人口变化图示

莫沃赞于2022年1月1日时的人口数量为2275人。